# Ian Mellor
Ian Mellor (Mánchester, Inglaterra, 19 de febrero de 1950-1 de mayo de 2024) fue un futbolista inglés que jugó en la posición de extremo. Era el padre del también futbolista Neil Mellor.

## Equipos
| Periodo   | Club                      |
| --------- | ------------------------- |
| 1970-1973 | Manchester City FC        |
| 1973-1974 | Norwich City FC           |
| 1974–1978 | Brighton & Hove Albion FC |
| 1978–1979 | Chester City FC           |
| 1979–1982 | Sheffield Wednesday FC    |
| 1982–1984 | Bradford City AFC         |
| 1984      | → Tung Sing (cedido)      |
| 1984–1985 | Worksop Town FC           |

## Muerte
Mellor murió en Cheadle, Gran Mánchester el 1 de mayo de 2024 a los 74 años luego de batallar contra la amiloidosis.

## Logros
- FA Charity Shield (1): 1972[4]